# Cecil Alec Mace
Cecil Alec Mace (22 juillet 1894 - 7 juin 1971), généralement cité comme C.A. Mace, est un philosophe et psychologue britannique. Il est surtout connu pour ses travaux sur les incitations monétaires et la théorie de l’établissement d’objectifs.

## Biographie
Mace est né le 22 juillet 1894 de Mary et Walter Mace à Norwich, en Angleterre. Il quitte la maison à 18 ans pour l'Université de Cambridge, avec l'intention d'étudier pour être ordonné prêtre. Cependant, il choisit d'étudier les sciences morales au Queens' College de Cambridge. Il étudie auprès du philosophe George Edward Moore. Le psychologue britannique Charles Samuel Myers, fondateur du premier laboratoire de psychologie expérimentale à Cambridge, est un autre mentor.
À Cambridge, Mace devient pacifiste et, en tant qu'objecteur de conscience pendant la Première Guerre mondiale, passe du temps à Wormwood Scrubs et à Dartmoor.
Après la guerre, il est nommé professeur de philosophie et de psychologie à l'Université de Nottingham. Il épouse Marjorie Lebus en 1922 et ils ont deux fils.
En 1925, il rejoint l'Université de St Andrews pour créer un laboratoire de psychologie expérimentale. Il introduit les premiers cours de psychologie expérimentale et crée un laboratoire en 1927.
En 1932, il devient lecteur au Bedford College de Londres. Il travaille sous la direction du professeur Beatrice Edgell, première femme présidente de la British Psychological Society.
Pendant la Seconde Guerre mondiale, Mace est nommé directeur du département de psychologie au King's College de Londres. Le département est transféré à Birkbeck en 1944 et Mace devient le premier titulaire de la chaire Birkbeck de psychologie, poste dont il prend sa retraite en 1961. Il est décédé le 9 juin 1971.

## Influence
Les travaux de Mace sur Some Experimental Studies (1935) discréditent l’idée selon laquelle les travailleurs sont principalement motivés par l’argent. Il montre également que les gens ont une « volonté de travailler ». En 1935, il mène les premières études empiriques sur la fixation d'objectifs. Ses livres les plus influents sont Sibylla; or the Revival of Prophecy et The Psychology of Study.

## Œuvres littéraires
- (1926) Sibylla; or, the Revival of Prophecy
- (1929) A Manual of Psychology..
- (1932) The psychology of study, London, Methuen & Co. Ltd. (OCLC 6654937, LCCN 33024188, lire en ligne ), viii, 96
- (1933) The Principles of Logic. An introductory survey.
- (1937) Supernormal Faculty and the Structure of the Mind
- (1953) Current Trends in British Psychology  Edité par CA Mace et PE Vernon.
- (1954) The Psychological Approach to Scientific Management - can this be applied in the home?
- (1957) British Philosophy in the Mid-Century. A Cambridge symposium. Edité par CA Mace.
- (1973) Selected papers.